# Saint-Michel-Loubéjou

Saint-Michel-Loubéjou este o comună în departamentul Lot din sudul Franței. În 2009 avea o populație de 374 de locuitori.

## Evoluția populației
| An        | 1975 | 1982 | 1990 | 1999 | 2006 | 2009 |
| --------- | ---- | ---- | ---- | ---- | ---- | ---- |
| Populație | 282  | 295  | 296  | 362  | 362  | 374  |